# Elecciones provinciales de San Luis de 1963
Las elecciones provinciales de San Luis de 1963 tuvieron lugar el domingo 7 de julio del mencionado año con el objetivo de restaurar las instituciones democráticas constitucionales y autónomas de la provincia después de la intervención federal iniciada en 1962 con el golpe de Estado que derrocó al gobierno de Arturo Frondizi, desatando la deposición de todos los gobernadores electos. Se realizaron al mismo tiempo que las elecciones presidenciales y legislativas a nivel nacional. Tuvieron lugar durante el período de proscripción del peronismo y su brazo político, el Partido Justicialista (PJ), de la vida política argentina y con el expresidente Frondizi detenido e impedido de participar. Por tal motivo, se considera que estas elecciones no fueron completamente libres y justas.
El peronismo, el comunismo y el frondicismo llamaron al voto en blanco como método de abstención y protesta contra las acciones represivas en su contra. En ese marco, el candidato de la Unión Cívica Radical Intransigente (UCRI), Martín Vilchez, que había ganado las elecciones anuladas de diciembre de 1961, resultó derrotado por Santiago Besso, candidato del Partido Demócrata Liberal (PDL), por un margen de 10 puntos de los votos positivos.
Besso asumió como gobernador de San Luis el 12 de octubre de 1963. Sin embargo, no pudo completar su mandato constitucional debido al golpe de Estado del 28 de junio de 1966, que desató una nueva intervención federal de la provincia. Besso fue el último gobernador constitucional ajeno al peronismo.

## Resultados

### Gobernador
| Candidato       | Partido         | Partido                            | Votos  | %     | Electores |
| --------------- | --------------- | ---------------------------------- | ------ | ----- | --------- |
| Santiago Besso  |                 | Partido Demócrata Liberal          | 28.415 | 48,31 | 21/40     |
| Martín Vilchez  |                 | Unión Cívica Radical Intransigente | 18.034 | 30,66 | 14/40     |
| Manuel Flores   |                 | Unión Cívica Radical del Pueblo    | 7.592  | 12,91 | 5/40      |
|                 |                 | Partido de la Justicia Social      | 2.361  | 4,01  | 1/40      |
| Delfor Coronado |                 | Partido Demócrata Cristiano        | 1.762  | 3,00  |           |
|                 |                 | Partido Socialista Democrático     | 658    | 1,12  |           |
|                 |                 |                                    |        |       |           |
| Votos positivos | Votos positivos | Votos positivos                    | 58.822 | 96,10 |           |
| Votos en blanco | Votos en blanco | Votos en blanco                    | 2.389  | 3,90  |           |
| Total de votos  | Total de votos  | Total de votos                     | 61.211 | 100   |           |
| Fuente:         |                 |                                    |        |       |           |

#### Resultados por secciones electorales

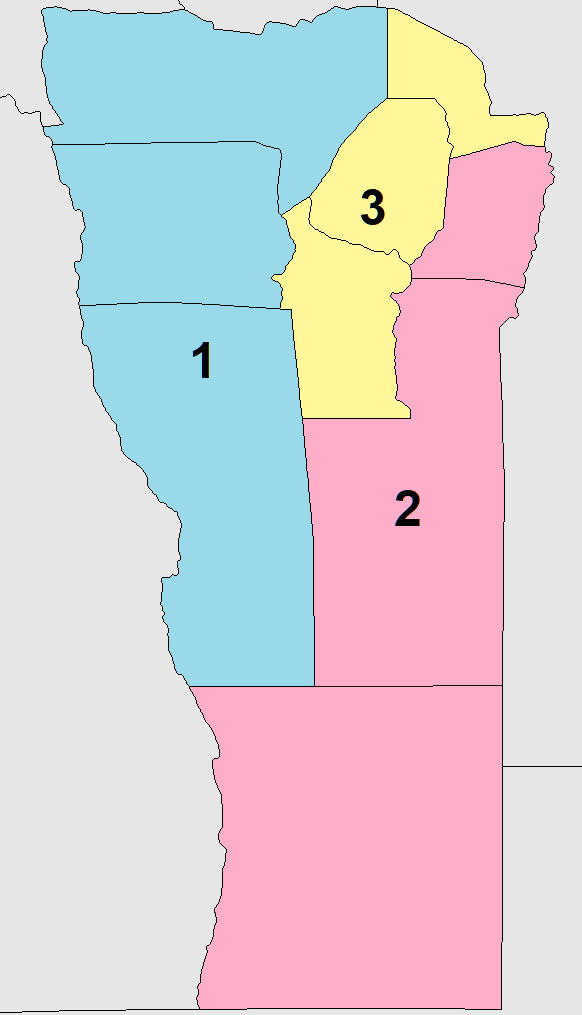
Secciones electorales de San Luis:
1ª Sección
2ª Sección
3ª Sección

| 1º Sección Electoral 16 Electores | 1º Sección Electoral 16 Electores  | 1º Sección Electoral 16 Electores | 1º Sección Electoral 16 Electores | 1º Sección Electoral 16 Electores | 1º Sección Electoral 16 Electores |
| Partido                           | Partido                            | Votos                             | %                                 | Electores                         | Electos |
| --------------------------------- | ---------------------------------- | --------------------------------- | --------------------------------- | --------------------------------- | --- |
|                                   | Partido Demócrata Liberal          | 11.376                            | 47,88                             | 9/16                              | Ver electos: - José María Perretti - Ernesto Seculi Bastida - Zoilo Eduardo Garro - José Piguillén Folch - Francisco Alcíbar - Carlos Arturo Luco Lucero - Raúl Rómulo Foncueva - José Gil Fernádez - Héctor Domningo Miranda |
|                                   | Unión Cívica Radical Intransigente | 8.355                             | 35,17                             | 6/16                              | Ver electos: - José Martín Grillo - José María Arce (h) - Crisólogo Camargo - Jorge Ponce - Oscar Patricio Montero Mendoza - Luis Alberto Luján                                                                               |
|                                   | Unión Cívica Radical del Pueblo    | 2.248                             | 9,46                              | 1/16                              | - Fausto Azcurra |
|                                   | Partido Demócrata Cristiano        | 949                               | 3,99                              |                                   | |
|                                   | Partido de la Justicia Social      | 620                               | 2,61                              |                                   | |
|                                   | Partido Socialista Democrático     | 209                               | 0,88                              |                                   | |
|                                   |                                    |                                   |                                   |                                   | |
| Votos positivos                   | Votos positivos                    | 23.757                            | 97,12                             |                                   | |
| Votos en blanco                   | Votos en blanco                    | 704                               | 2,88                              |                                   | |
| Total de votos                    | Total de votos                     | 24.461                            | 100                               |                                   | |
| 2º Sección Electoral 16 Electores |                                    |                                   |                                   |                                   | |
| Partido                           | Partido                            | Votos                             | %                                 | Electores                         | Electos |
|                                   | Partido Demócrata Liberal          | 11.967                            | 46,88                             | 8/16                              | Ver electos: - Juan Alfredo Ferrero - Humberto Narciso Barzola - Juan Alejandro Aostri - Benito Julio Helfemberger - Ramón Ismael Pereira - Amado Así - Federico Alonso - Alfredo Bronzi                                      |
|                                   | Unión Cívica Radical Intransigente | 6.570                             | 25,74                             | 4/16                              | Ver electos: - Luis Gutvay - Raúl Ignacio Quevedo - José Martínez - Mercedes Barroso |
|                                   | Unión Cívica Radical del Pueblo    | 4.325                             | 16,94                             | 3/16                              | Ver electos: - Alfredo Francisco Jack - Francisco José Alfredo Aubert - Alberto D'Hiriart |
|                                   | Partido de la Justicia Social      | 1.677                             | 6,57                              | 1/16                              | - Ángel Blanco |
|                                   | Partido Demócrata Cristiano        | 635                               | 2,49                              |                                   | |
|                                   | Partido Socialista Democrático     | 351                               | 1,38                              |                                   | |
|                                   |                                    |                                   |                                   |                                   | |
| Votos positivos                   | Votos positivos                    | 25.525                            | 94,66                             |                                   | |
| Votos en blanco                   | Votos en blanco                    | 1.439                             | 5,34                              |                                   | |
| Total de votos                    | Total de votos                     | 26.964                            | 100                               |                                   | |
| 3º Sección Electoral 8 Electores  |                                    |                                   |                                   |                                   | |
| Partido                           | Partido                            | Votos                             | %                                 | Electores                         | Electos |
|                                   | Partido Demócrata Liberal          | 5.072                             | 53,17                             | 4/8                               | Ver electos: - José Castro Albornoz - Monitor Segundo Fernández - Ignacio Víctor Núñez - Jesús María Rodríguez |
|                                   | Unión Cívica Radical Intransigente | 3.109                             | 32,59                             | 3/8                               | Ver electos: - Juan Maluf - Ramón Cristóbal Zavala - Luis Virgilio Mares |
|                                   | Unión Cívica Radical del Pueblo    | 1.019                             | 10,68                             | 1/8                               | - Andrés Vicente Álvarez |
|                                   | Partido Demócrata Cristiano        | 178                               | 1,87                              |                                   | |
|                                   | Partido Socialista Democrático     | 98                                | 1,03                              |                                   | |
|                                   | Partido de la Justicia Social      | 64                                | 0,67                              |                                   | |
|                                   |                                    |                                   |                                   |                                   | |
| Votos positivos                   | Votos positivos                    | 9.540                             | 97,49                             |                                   | |
| Votos en blanco                   | Votos en blanco                    | 246                               | 2,51                              |                                   | |
| Total de votos                    | Total de votos                     | 9.786                             | 100                               |                                   | |

### Cámara de Diputados
| Partido         | Partido                            | Votos  | %     | Bancas |
| --------------- | ---------------------------------- | ------ | ----- | ------ |
|                 | Partido Demócrata Liberal          | 28.073 | 33,67 | 12/30  |
|                 | Acción Popular Sanluiseña          | 23.227 | 27,86 | 10/30  |
|                 | Unión Cívica Radical Intransigente | 17.886 | 21,45 | 7/30   |
|                 | Unión Cívica Radical del Pueblo    | 7.568  | 9,08  | 1/30   |
|                 | Partido de la Justicia Social      | 2.376  | 2,85  |        |
|                 | Partido Demócrata Cristiano        | 1.770  | 2,12  |        |
|                 | Movimiento del Frente Nacional     | 1.274  | 1,53  |        |
|                 | Partido Socialista Argentino       | 699    | 0,84  |        |
|                 | Partido Socialista Democrático     | 498    | 0,60  |        |
|                 |                                    |        |       |        |
| Votos positivos | Votos positivos                    | 83.371 | 97,21 |        |
| Votos en blanco | Votos en blanco                    | 2.389  | 2,79  |        |
| Total de votos  | Total de votos                     | 85.760 | 100   |        |
| Fuente:         |                                    |        |       |        |

#### Resultados por secciones electorales
| 1º Sección Electoral 12 Diputados | 1º Sección Electoral 12 Diputados  | 1º Sección Electoral 12 Diputados | 1º Sección Electoral 12 Diputados | 1º Sección Electoral 12 Diputados | 1º Sección Electoral 12 Diputados                                                                               |
| Partido                           | Partido                            | Votos                             | %                                 | Diputados                         | Electos |
| --------------------------------- | ---------------------------------- | --------------------------------- | --------------------------------- | --------------------------------- | --- |
|                                   | Partido Demócrata Liberal          | 11.299                            | 32,51                             | 5/12                              | - Nelly Heydeé Cuello - Emiliano Estaban Morcón - Julio Edmundo Luco - Rosario Raúl Calderón - Luis Ramón Funes |
|                                   | Acción Popular Sanluiseña          | 10.698                            | 30,78                             | 4/12                              | - Julio César Fages - Humberto Agundez - Andrés Rubén Fernández - Doffredo Raúl Sardo                           |
|                                   | Unión Cívica Radical Intransigente | 8.243                             | 23,72                             | 3/12                              | - Víctor Bernardino di Genaro - Demetrio Anastasio Alume - Jorge Aostri Ribas                                   |
|                                   | Unión Cívica Radical del Pueblo    | 2.205                             | 6,34                              |                                   | |
|                                   | Partido Demócrata Cristiano        | 946                               | 2,72                              |                                   | |
|                                   | Partido de la Justicia Social      | 623                               | 1,79                              |                                   | |
|                                   | Movimiento del Frente Nacional     | 277                               | 0,80                              |                                   | |
|                                   | Partido Socialista Argentino       | 247                               | 0,71                              |                                   | |
|                                   | Partido Socialista Democrático     | 218                               | 0,63                              |                                   | |
|                                   |                                    |                                   |                                   |                                   | |
| Votos positivos                   | Votos positivos                    | 34.756                            | 98,01                             |                                   | |
| Votos en blanco                   | Votos en blanco                    | 704                               | 1,99                              |                                   | |
| Total de votos                    | Total de votos                     | 35.460                            | 100                               |                                   | |
| 2º Sección Electoral 12 Diputados |                                    |                                   |                                   |                                   | |
| Partido                           | Partido                            | Votos                             | %                                 | Diputados                         | Electos |
|                                   | Partido Demócrata Liberal          | 11.834                            | 34,97                             | 5/12                              | - Cristóbal José Albet - José Oscar Silvera - Waldo Antonio Saitúa - Oscar Pérez - Eugenio Víctor Court         |
|                                   | Acción Popular Sanluiseña          | 7.386                             | 21,83                             | 3/12                              | - Roberto Negre - Alfredo Villegas - Gregorio Morán                                                             |
|                                   | Unión Cívica Radical Intransigente | 6.534                             | 19,31                             | 3/12                              | - Carlos Aostri Ribas - Ricardo Andrés Landaburn - Santiago Américo Ponce                                       |
|                                   | Unión Cívica Radical del Pueblo    | 4.347                             | 12,85                             | 1/15                              | - Modesto Aurelio Sosa                                                                                          |
|                                   | Partido de la Justicia Social      | 1.683                             | 4,97                              |                                   | |
|                                   | Movimiento del Frente Nacional     | 800                               | 2,36                              |                                   | |
|                                   | Partido Demócrata Cristiano        | 652                               | 1,93                              |                                   | |
|                                   | Partido Socialista Argentino       | 396                               | 1,17                              |                                   | |
|                                   | Partido Socialista Democrático     | 205                               | 0,61                              |                                   | |
|                                   |                                    |                                   |                                   |                                   | |
| Votos positivos                   | Votos positivos                    | 33.837                            | 95,92                             |                                   | |
| Votos en blanco                   | Votos en blanco                    | 1.439                             | 4,08                              |                                   | |
| Total de votos                    | Total de votos                     | 35.276                            | 100                               |                                   | |
| 3º Sección Electoral 6 Diputados  |                                    |                                   |                                   |                                   | |
| Partido                           | Partido                            | Votos                             | %                                 | Diputados                         | Electos |
|                                   | Acción Popular Sanluiseña          | 5.143                             | 34,80                             | 3/6                               | - Miguel Ángel Flores - José Cano - Sinibaldo Ignacio Franco                                                    |
|                                   | Partido Demócrata Liberal          | 4.940                             | 33,43                             | 2/6                               | - Pablo Cristónomo Peralta - Nohir Rubén Miranda                                                                |
|                                   | Unión Cívica Radical Intransigente | 3.109                             | 21,04                             | 1/6                               | - Domingo Julio Falco                                                                                           |
|                                   | Unión Cívica Radical del Pueblo    | 1.016                             | 6,88                              |                                   | |
|                                   | Movimiento del Frente Nacional     | 197                               | 1,33                              |                                   | |
|                                   | Partido Demócrata Cristiano        | 172                               | 1,16                              |                                   | |
|                                   | Partido Socialista Democrático     | 75                                | 0,51                              |                                   | |
|                                   | Partido de la Justicia Social      | 70                                | 0,47                              |                                   | |
|                                   | Partido Socialista Argentino       | 56                                | 0,38                              |                                   | |
|                                   |                                    |                                   |                                   |                                   | |
| Votos positivos                   | Votos positivos                    | 14.778                            | 98,36                             |                                   | |
| Votos en blanco                   | Votos en blanco                    | 246                               | 1,64                              |                                   | |
| Total de votos                    | Total de votos                     | 15.024                            | 100                               |                                   | |